# Judith Müller (Künstlerin)
Judith Müller (* 1. März 1923 in Lugano; † 13. Februar 1977 in Bern) war eine Schweizer Kunstmalerin.

## Leben
Judith Müller wurde zusammen mit ihrem Zwillingsbruder Kaspar in Lugano geboren. Die Mutter war Anna Hübscher, der Vater der Expressionist Albert Müller. Im November des gleichen Jahres zog die Familie nach Obino bei Castel San Pietro TI.
Judith Müller erhielt 1949 das Louise-Aeschlimann-und-Margarete Corti-Stipendium (AC-Stipendium), das bedeutendste private Kunststipendium des Kantons Bern, dessen Hauptpreis damals mit 1000 Franken dotiert war. Das Werk von Müller umfasst Landschaften, Stillleben, Porträts und Wandbilder, darunter ein Wandbild für die Hauptpost in Basel, das ein Bild von Coghuf ersetzte. Der Nachlass von Judith Müller wird von ArchivArte verwaltet.

## Kunst am Bau
- 1955: Wandbild Hirte für eine Kinderkrippe in Bern-Bümpliz
- 1957–1960: Wandgemälde Ursulalegende für die Schalterhalle der Hauptpost in Basel
- 1958: Wandzeichnung Der gestiefelte Kater für das Schuhgeschäft Fremo in Bern
- 1958: Wandgemälde Höhlenmenschen für die Eingangshalle des Schulhauses Horbern in Muri BE
- 1961: Wandgemälde Schneewittchen für den Speisesaal des Mädchenerziehungsheims Richigen BE